# Fataunços e Figueiredo das Donas
Fataunços e Figueiredo das Donas (oficialmente: União das Freguesias de Fataunços e Figueiredo das Donas) é uma freguesia portuguesa do município de Vouzela, com 12,66 km² de área e 988 habitantes (censo de 2021). A sua densidade populacional é 78 hab./km².

## História
Foi criada aquando da reorganização administrativa de 2012/2013, resultando da agregação das antigas freguesias de Fataunços e Figueiredo das Donas.

## Demografia
A população registada nos censos foi:
| Distribuição da População por Grupos Etários | Distribuição da População por Grupos Etários | Distribuição da População por Grupos Etários | Distribuição da População por Grupos Etários | Distribuição da População por Grupos Etários | Distribuição da População por Grupos Etários |
| -------------------------------------------- | -------------------------------------------- | -------------------------------------------- | -------------------------------------------- | -------------------------------------------- | -------------------------------------------- |
| Antes da agregação                           |                                              |                                              |                                              |                                              |                                              |
| Ano                                          | 0-14 anos                                    | 15-24 anos                                   | 25-64 anos                                   | >= 65 anos                                   | Total                                        |
| 2001                                         | 175                                          | 194                                          | 624                                          | 251                                          | 1244                                         |
| 2011                                         | 129                                          | 117                                          | 585                                          | 272                                          | 1103                                         |
| Após a agregação                             |                                              |                                              |                                              |                                              |                                              |
| Ano                                          | 0-14 anos                                    | 15-24 anos                                   | 25-64 anos                                   | >= 65 anos                                   | Total                                        |
| 2021                                         | 99                                           | 96                                           | 485                                          | 308                                          | 988                                          |